# Tandragee
Tandragee är en ort i Storbritannien.   Den ligger i distriktet Armagh City, Banbridge and Craigavon och riksdelen Nordirland, i den västra delen av landet, 500 km nordväst om huvudstaden London. Tandragee ligger 63 meter över havet och antalet invånare är 3 122.
Terrängen runt Tandragee är platt, och sluttar norrut. Runt Tandragee är det ganska tätbefolkat, med 116 invånare per kvadratkilometer. Närmaste större samhälle är Portadown, 7,8 km norr om Tandragee. Trakten runt Tandragee består i huvudsak av gräsmarker.